# Naumburg (Saale)
Naumburg (Saale) – miasto powiatowe w Niemczech, w kraju związkowym Saksonia-Anhalt, siedziba powiatu Burgenland.

## Położenie
Miasto położone jest na południe od Halle (Saale), w rejonie winiarskim Saale-Unstrut, w południowej części Saksonii-Anhalt, u ujścia rzeki Unstruty do Soławy, w pobliżu granicy z Turyngią.
Do Naumburga zalicza się następujące części miejscowości:

- Altenburg
- Bad Kösen
- Beuditz
- Boblas
- Crölpa-Löbschütz
- Eulau
- Flemmingen
- Fränkenau
- Freiroda
- Grochlitz
- Großjena
- Großwilsdorf
- Hassenhausen
- Heiligenkreuz
- Henne
- Janisroda
- Kleinheringen
- Kleinjena
- Kreipitzsch
- Kukulau
- Meyhen
- Neidschütz
- Neuflemmingen
- Neujanisroda
- Prießnitz
- Punschrau
- Rödigen
- Roßbach
- Saaleck
- Schellsitz
- Schieben
- Schulpforte
- Tultewitz
- Wettaburg
- Weinberge

## Historia

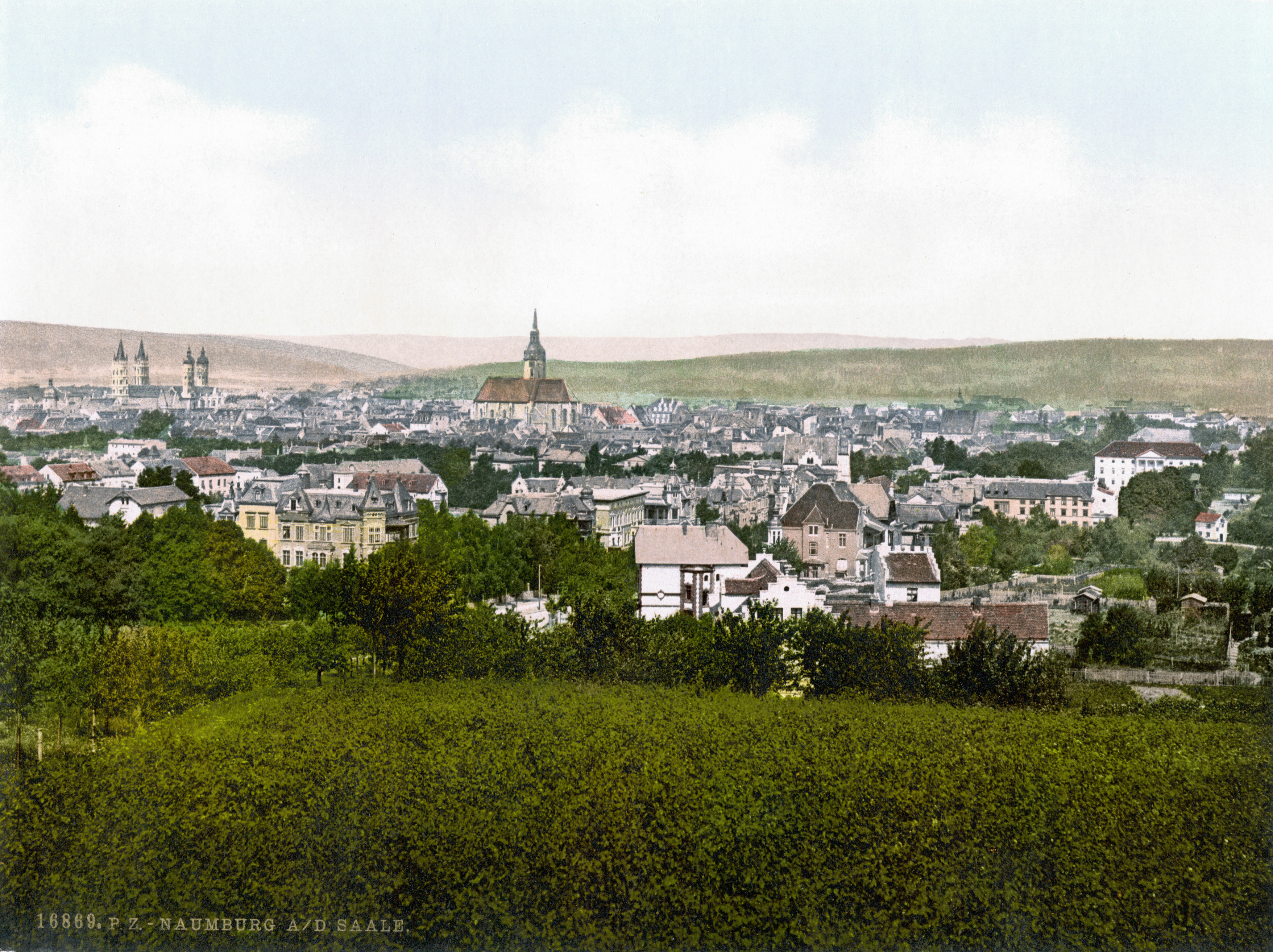
Naumburg około 1900 r.

W 1012 na skrzyżowaniu dróg handlowych powstał zamek margrabiów miśnieńskich. W 1021 zbudowano tu klasztor, a później na jego miejscu powstała Katedra Świętych Apostołów Piotra i Pawła. W roku 1028 miasto otrzymało prawo do organizowania targu (prawo kupieckie). Od 1032 (po przeniesieniu z Zeitz) do reformacji Naumburg (Saale) był siedzibą biskupa rzymskokatolickiego. W 1144 miało miejsce nadanie praw miejskich. Od 1565 miasto leżało w granicach Elektoratu Saksonii, a od 1657 stanowiło część terytorialnie niewielkiego Księstwa Saksonii-Zeitz. W latach 1718–1763 w granicach unijnego państwa polsko-saskiego, a w latach 1807–1815 wraz z Królestwem Saksonii unią z Księstwem Warszawskim.
W 1815 Naumburg przeszedł pod władanie Królestwa Prus. W 1846 roku przez Naumburg została poprowadzona linia kolejowa z Halle do Erfurtu. W 1892 w mieście wybudowano linię tramwajową, którą była początkowo napędzana silnikiem parowym, a w roku 1907 przestawiono się na napęd elektryczny.
W czasach Niemieckiej Republiki Demokratycznej wybudowano w mieście zakłady budowy maszyn, rozwinięto przemysł metalowy, farmaceutyczny oraz obuwniczy.

## Zabytki
- Katedra św. Piotra i Pawła – późnoromańsko-wczesnogotycka świątynia wzniesiona na miejscu dawnej wczesnoromańskiej. Chór zachodni został wybudowany w 1250, a w XIV wieku rozbudowano chór wschodni. W latach 1960–1968 katedra została gruntownie odrestaurowana. Wewnątrz katedry zachował się bezcenny wystrój wnętrza, który tworzą dzieła gotyckiej rzeźby, w tym dzieła związane z Mistrzem Naumburskim i jego strzechą. Są to: Grupa Ukrzyżowania i cykl pasyjny oraz figury dobrodziejów pierwotnej katedry (m.in. Ekkeharda i Uty, Hermana i Regelindy). Jej budowę zaczęto przed 1213 rokiem.
- Kościół św. Wacława(inne języki) – późnogotycki kościół z bogatym barokowym wystrojem wnętrza
- Ratusz(inne języki) – manierystyczny z XVII w., przy rynku
- Dom Fryderyka Nietzschego – dawny dom rodzinny filozofa, współcześnie muzeum
- Klasztor cystersów(inne języki) w Schulpforte – dawny klasztor, miejsce spoczynku księżnej polskiej Agnieszki austriackiej, żony Władysława II Wygnańca. Od 1543 mieści się tu szkoła, do której uczęszczał m.in. Jan Daniel Janocki i Fryderyk Nietzsche.
- Brama Mariacka(inne języki) – brama miejska z XV w.
- Brama Solna(inne języki) – klasycystyczna brama miejska z XIX w.
- Dom Romański w Bad Kösen(inne języki) – najstarszy budynek miasta, wzniesiony ok. 1100, współcześnie muzeum
- Dom gotycki w Schulpforte(inne języki) z XVI w.
- Fontanna św. Wacława na Rynku
- Kościół św. Maurycego(inne języki) z XVI w. (gotycki)
- Kościół św. Marii Magdaleny(inne języki) z XVIII w. (barokowy)

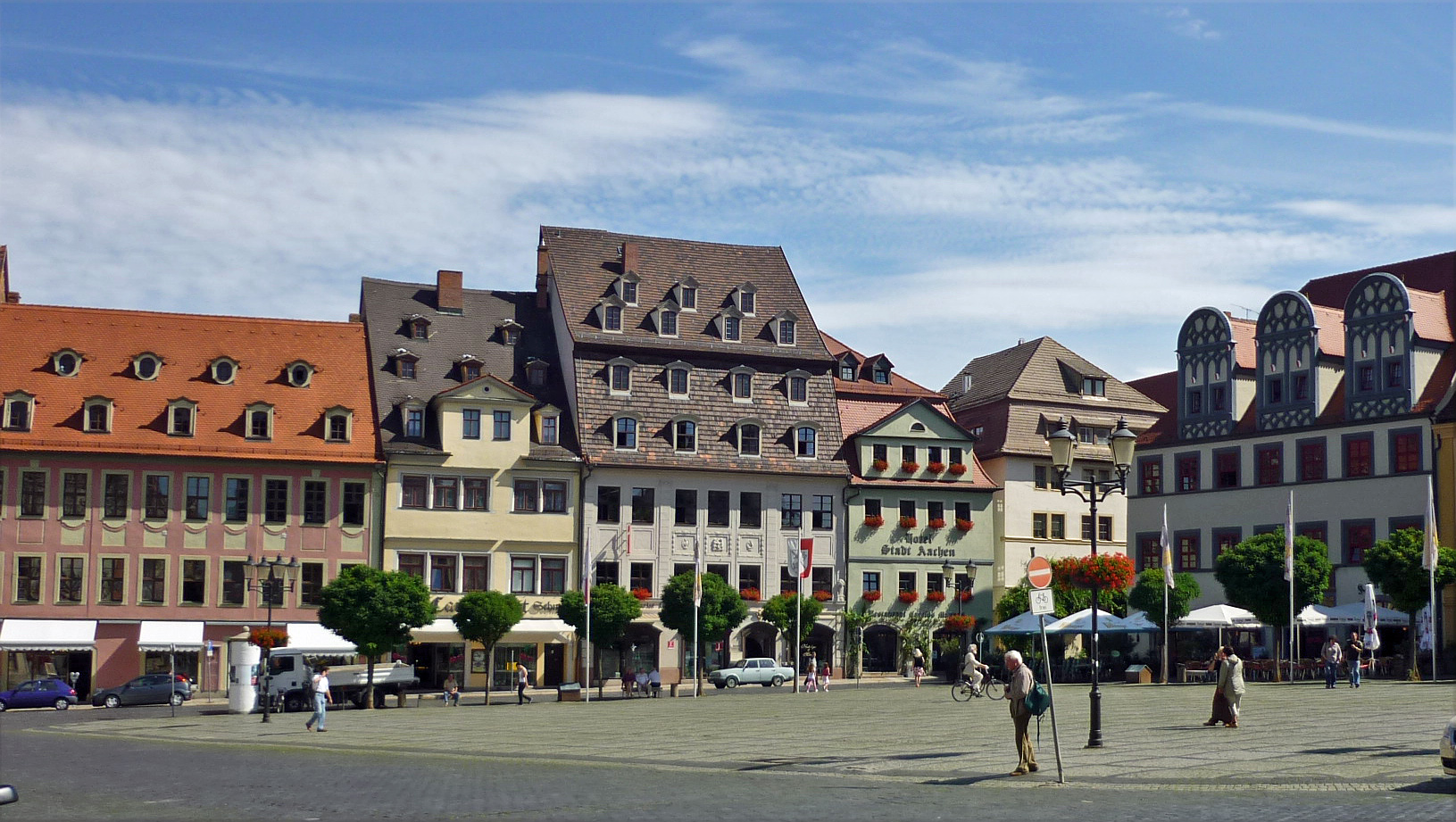
Zabudowa rynku
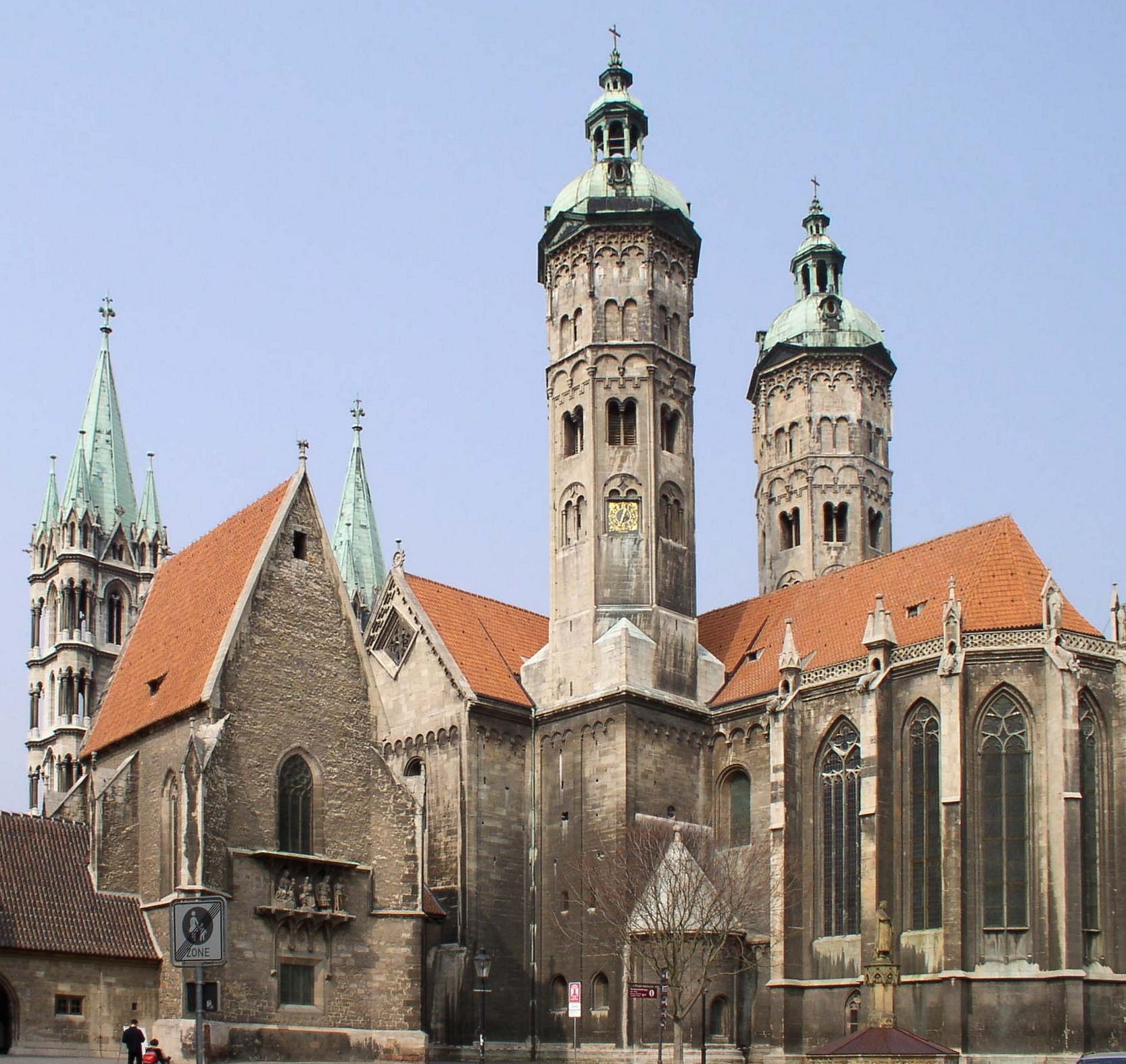
Katedra św. Piotra i Pawła
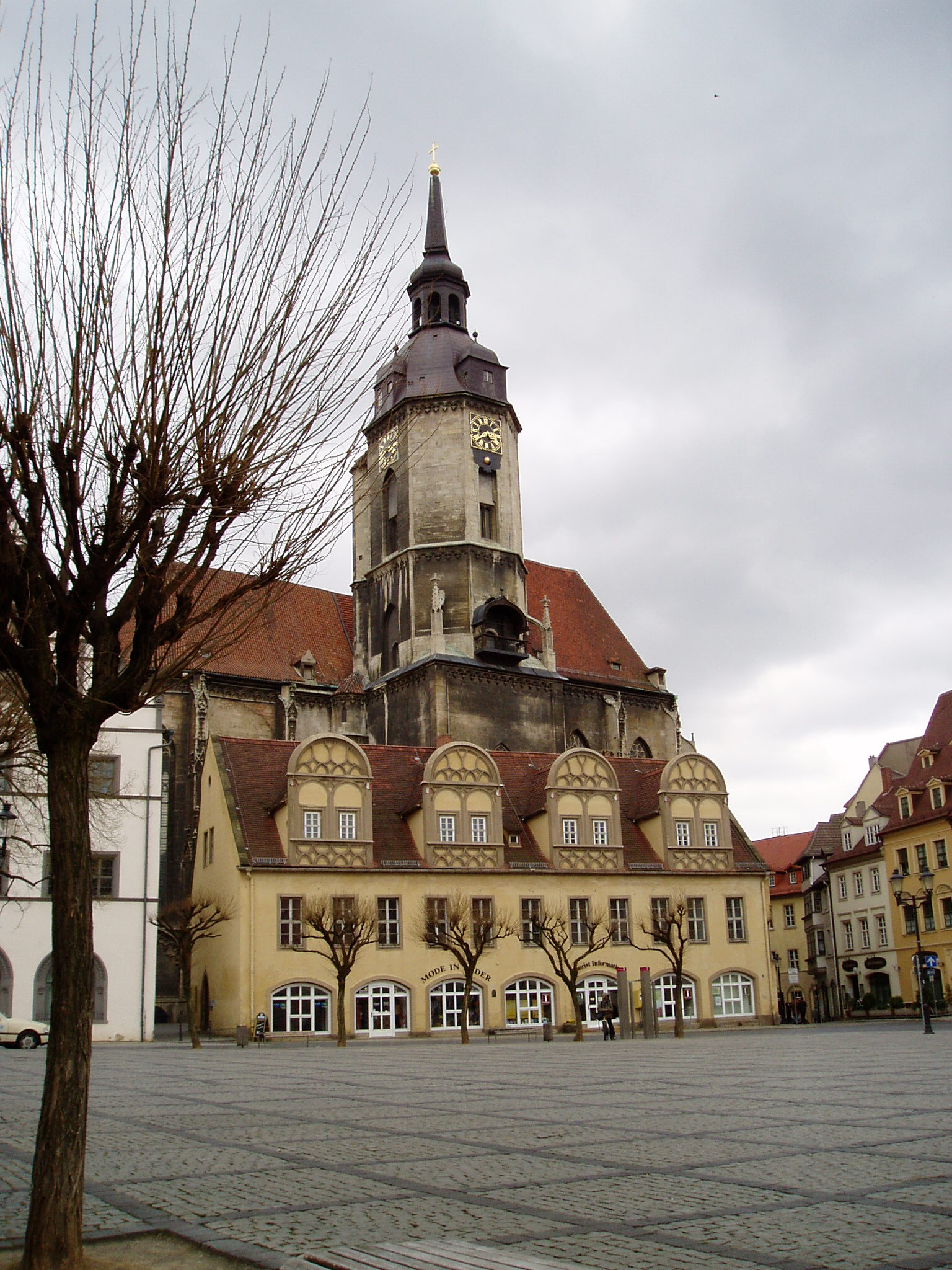
Kościół św. Wacława
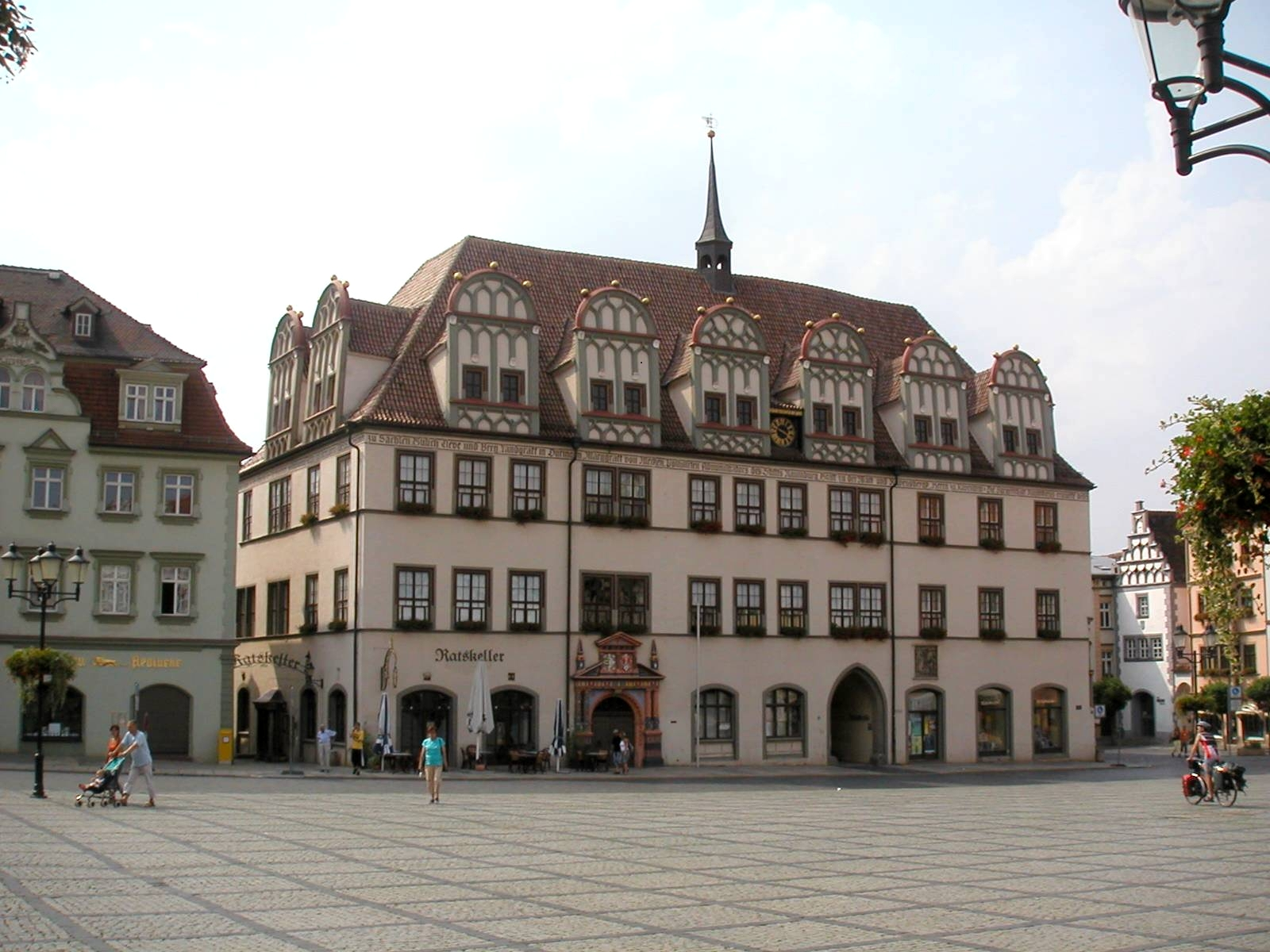
Ratusz
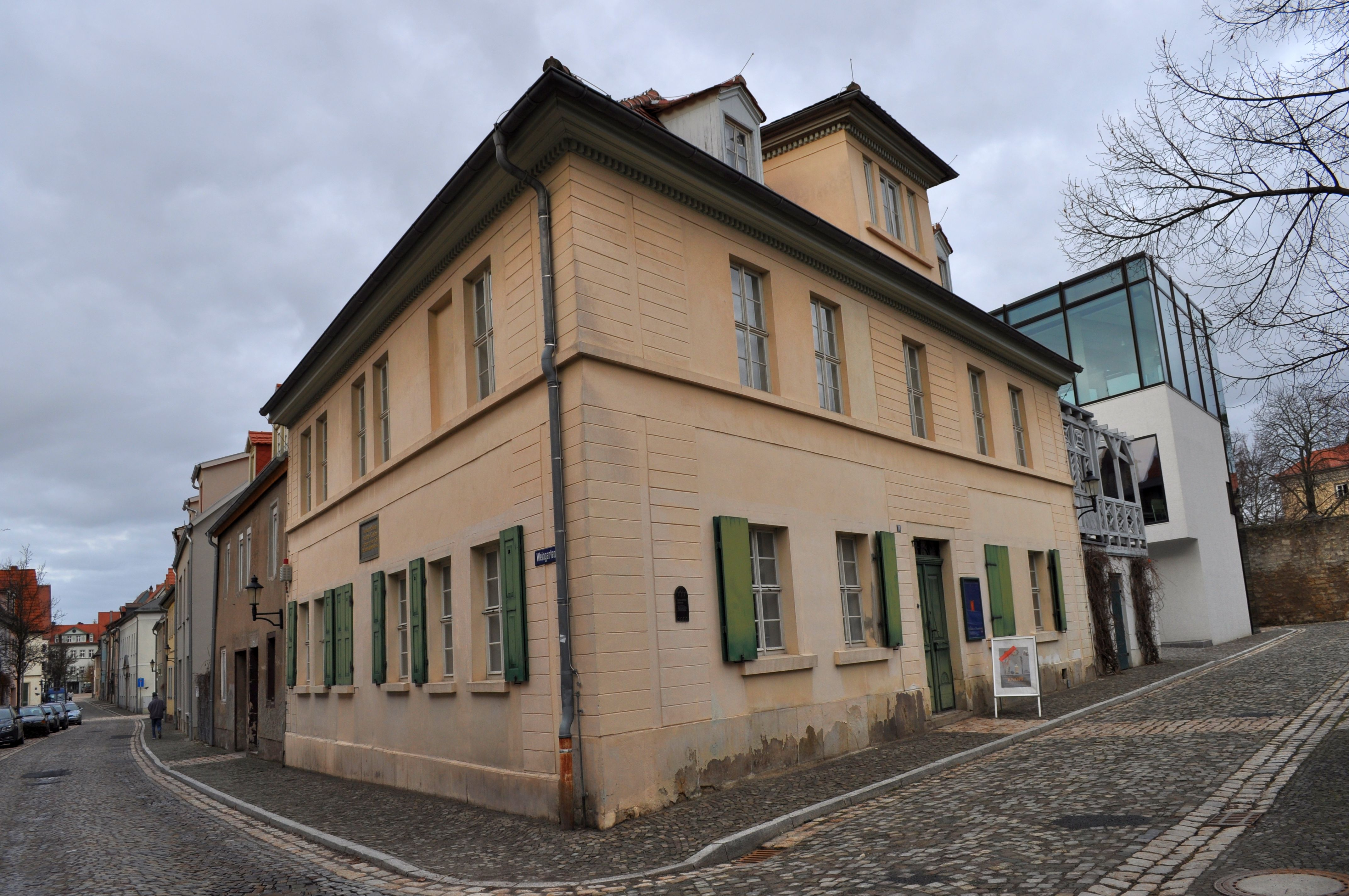
Dom Nietzschego
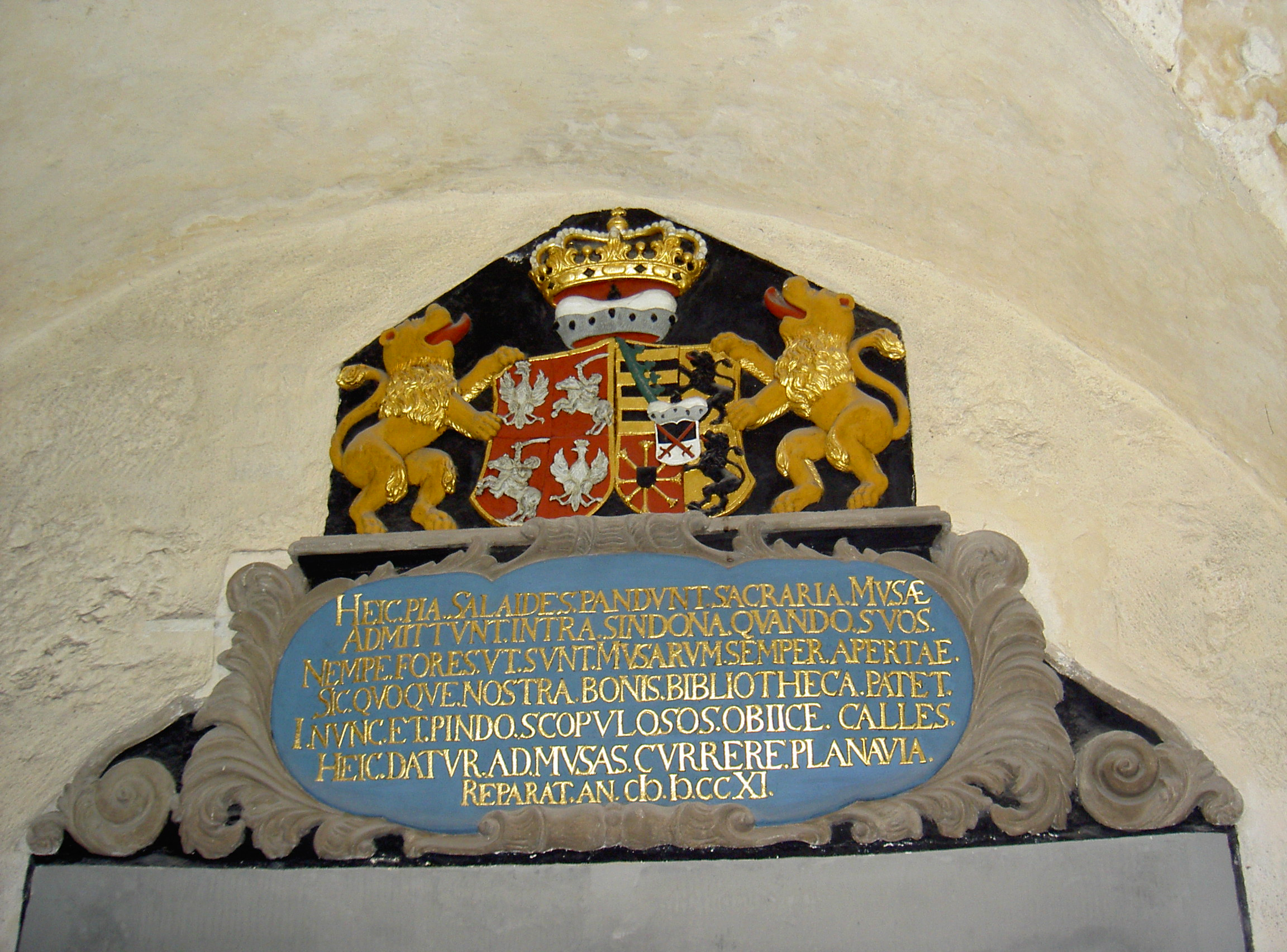
Herby Polski i Saksonii w klasztorze w Schulpforte

## Transport

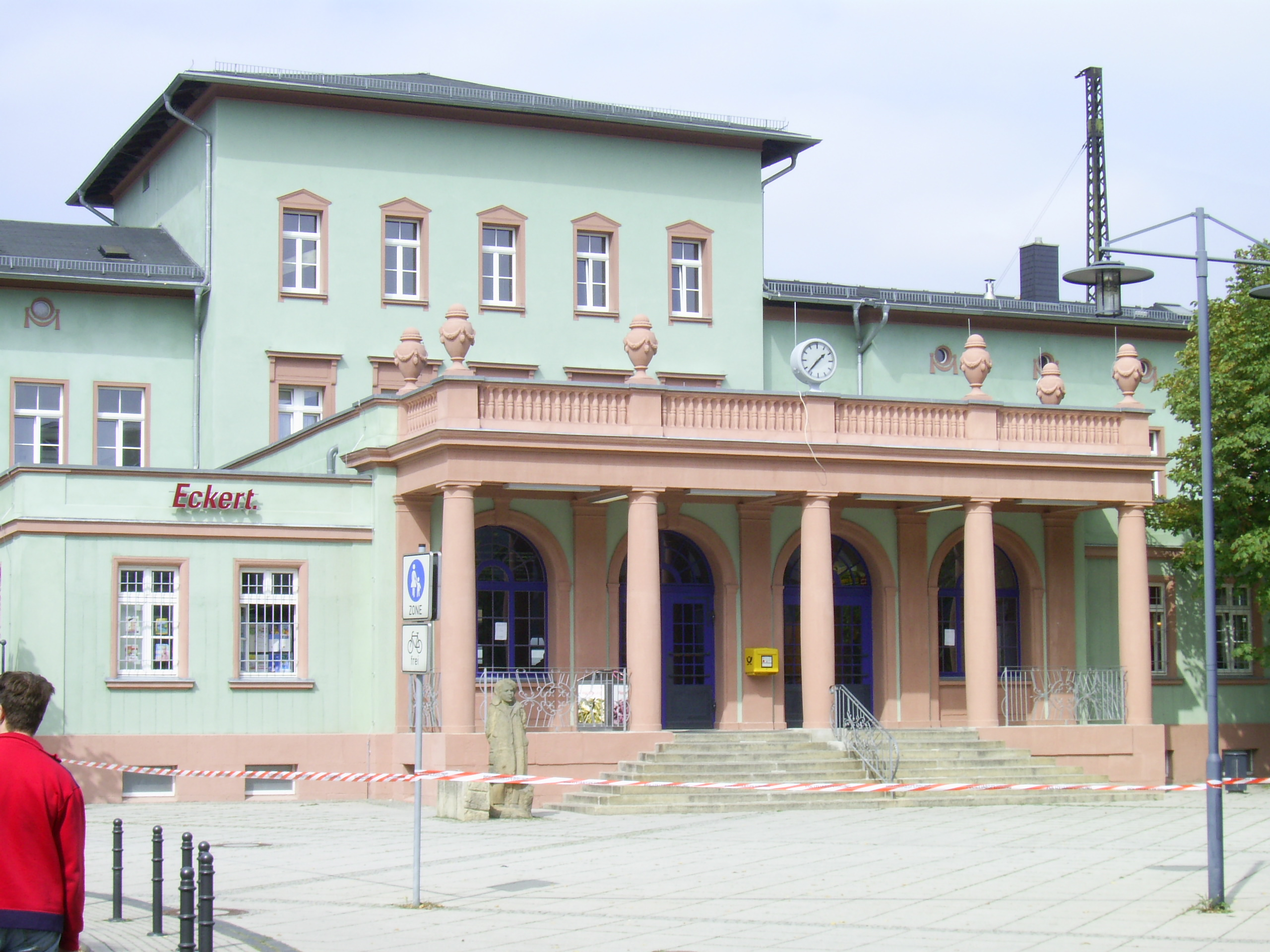
Dworzec główny

W mieście znajduje się stacja kolejowa Naumburg (Saale) Hauptbahnhof. W Naumburgu funkcjonuje linia tramwajowa obsługiwana zabytkowym taborem.

## Współpraca
W 1988 roku nawiązano współpracę partnerską z miastem Akwizgran (niem. Aachen) w kraju związkowym Nadrenia Północna-Westfalia.
Dzielnica Bad Kösen współpracuje z miastem Nidda w Hesji.

## Osoby

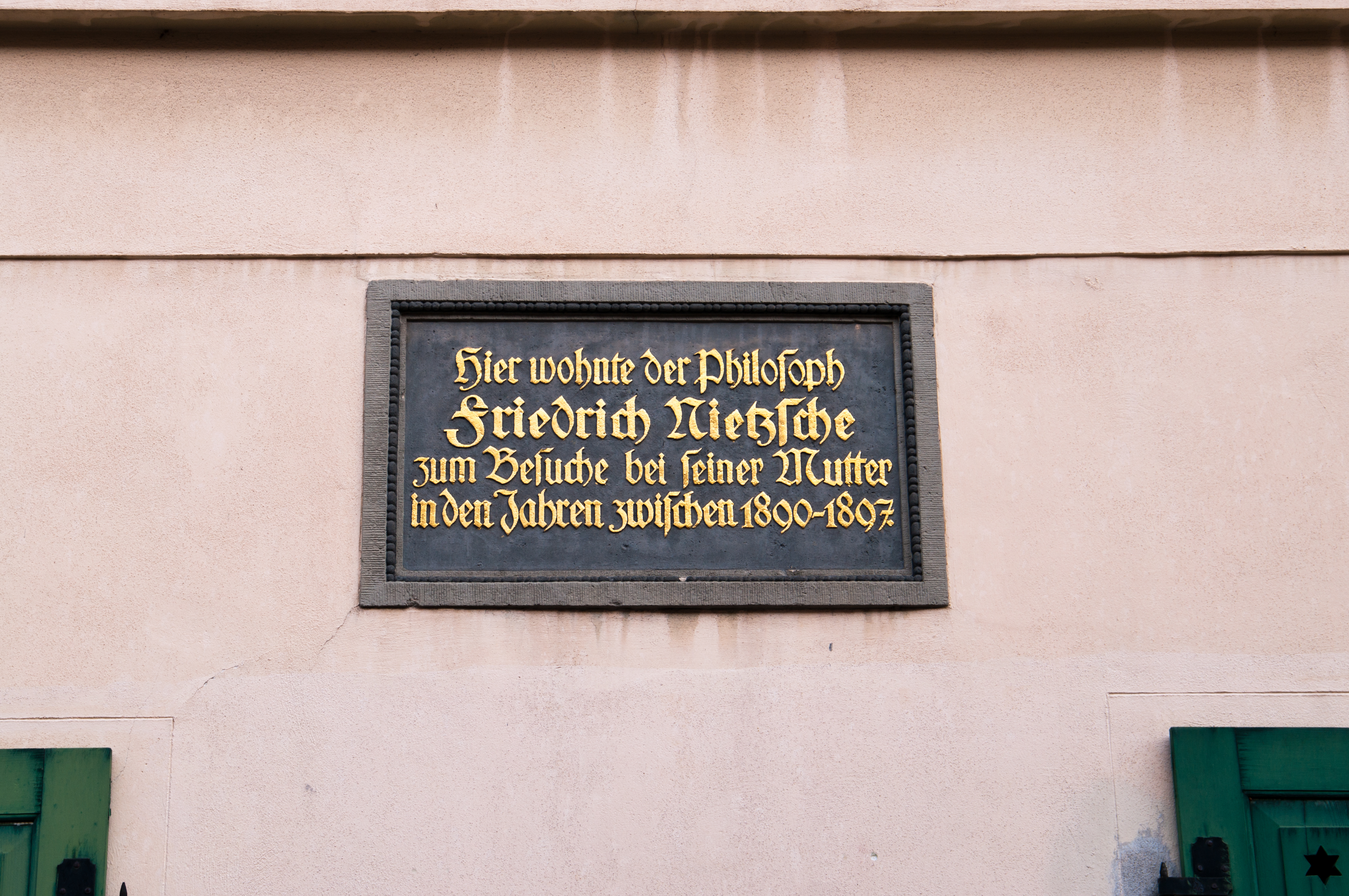
Tablica pamięci F. Nietzschego na ścianie jego domu

- Otto Günther-Naumburg – malarz, ur. w Naumburgu
- Karl Richard Lepsius – egiptolog i filolog, ur. w Naumburgu
- Hermann Julius Pinder – nadburmistrz Wrocławia, ur. w Naumburgu
- Max Klinger – malarz i rzeźbiarz, tworzył w mieście
- Friedrich Nietzsche – filozof, obywatel miasta